# Tạ Quang Huy
Tạ Quang Huy là một tướng lĩnh Công an nhân dân Việt Nam, hàm Thiếu tướng. Ông hiện giữ chức vụ Phó Chánh Thanh tra Bộ Công an Việt Nam. Ông nguyên là Phó Chủ nhiệm Ủy ban Kiểm tra Đảng ủy Công an Trung ương, Phó Giám đốc Công an tỉnh Hà Giang.

## Tiểu sử
Tạ Quang Huy là đảng viên Đảng Cộng sản Việt Nam.
Trước khi được bổ nhiệm giữ chức vụ Phó Chủ nhiệm Ủy ban Kiểm tra Đảng ủy Công an Trung ương vào năm 2020, ông từng là Phó Giám đốc Công an tỉnh Hà Giang rồi Ủy viên Ủy ban Kiểm tra Đảng ủy Công an Trung ương. 
Cuối năm 2023, ông được Chủ tịch nước Cộng hòa xã hội chủ nghĩa Việt Nam quyết định phong quân hàm Thiếu tướng Công an nhân dân Việt Nam. 
Đến trước tháng 4 năm 2024, ông được Bộ trưởng Bộ Công an điều động và bổ nhiệm giữ chức vụ Phó Chánh Thanh tra Bộ Công an Việt Nam. 

## Lịch sử thụ phong quân hàm
| Năm thụ phong | –        | –        | –         | –      | 2023        |
| ------------- | -------- | -------- | --------- | ------ | ----------- |
| Quân hàm      |          |          |           |        |             |
| Cấp bậc       | Thiếu tá | Trung tá | Thượng tá | Đại tá | Thiếu tướng |